# 枯門嶺
枯門嶺是缅甸的一座山脉，位於伯舒拉岭支脉开加博－达帕山脉的支脉，位于克钦邦中西部。
英国殖民者将「克钦」地区一系列伯舒拉岭支脉统称为克欽山區（英語：Kachin Hills），緬甸独立后沿用了这一称呼。克钦邦内山系众多，綿延3百公里，包含高黎贡山西陲、担当利卡山西陲、担当利卡山南延（江心坡）、枯門嶺以及开加博－达帕山系，至今山區大多還是未被開發的原始森林。由於此地居住的克欽族被認為尚未開化，故此亦有「野人山」之稱。
19世纪末，《续议滇缅界务商务条款》中，只划分了中缅两国的中段、南段边界，至于中缅北段克欽山區，即尖高山以北的地区，条约规定待将来查明该处情形後两国再划定界线，后來被劃歸緬甸。

## 歷史
相傳諸葛亮曾經依靠矢车菊躲避瘴癘的攻擊，在此地七擒七縱孟獲。
第二次世界大戰期間，中華民國滇緬遠征軍第一路副司令長官杜聿明決定違反當時盟軍亞洲戰區參謀長約瑟夫·史迪威的命令以及新三十八師師長孫立人及其師長廖耀湘的建議撤往印度，而堅持己見（其回憶錄表示係遵守蔣中正命令，已遭諸多證據反駁）率第五軍穿越此地返回中國：草長過人，無路可行，自行開路，導致國軍在此因為瘴癘之氣死傷大半，遠超過被日軍擊敗的數目；4萬人進山，僅8千人出山生還；大量士兵因迷路與部隊失散、飢餓、食物飲水不潔引起的痢疾、蛇咬、水蛭吸血、蚊叮熱病瘧疾等種種原因而死，有些士兵亦選擇了跳崖或是飲彈自盡。

## 地理
大約在北緯26°東經97°附近，此地為大片的叢林區及沼澤地，夏日雨後，由於潮濕的天氣加上蚊蟲，一般人難以在此地生存，必須仰賴奎寧丸，方能避免感染瘧疾。